# Luciano Chiarugi
Luciano Chiarugi, né le 13 janvier 1947 à Ponsacco dans la province de Pise, est un ancien joueur et entraîneur de football italien qui jouait en tant qu'attaquant.

## Biographie

### Joueur en club
Chiarugi commence sa carrière dans le club de l'ACF Fiorentina, prenant part au titre de champion de la saison de Serie A 1968-69. Après sept saisons avec la Viola, Chiarugi part pour jouer à l'AC Milan en 1972, devenant un des principaux acteurs du triomphe rossonero lors de la Coupe d'Europe des vainqueurs de coupe 1972-1973, dont il finit meilleur buteur, avec notamment un but de lui en finale contre Leeds United.
En 1976, il est vendu au Napoli en échange de Giorgio Braglia. Il joue deux saisons avec les azzurri, remportant la Coppa Italia et la coupe anglo-italienne. 
Il joue en Serie B à la Sampdoria en 1978-79, puis fait son retour en Serie A avec Bologne la saison suivante. Après une brève période dans les petites équipes du Rimini Calcio, Rondinella et Massese, Chiarugi prend sa retraite en 1986.
Il a également joué trois matchs avec l'équipe d'Italie de football, faisant ses débuts le 22 novembre 1969 lors d'une victoire 3-0 contre l'Allemagne de l'Est.

### Entraîneur
Après sa retraite de joueur en 1986, Chiarugi rejoint l'un de ses anciens clubs, chez le staff des jeunes de l'ACF Fiorentina. Il sert trois fois d'entraîneur en intérim de la Fiorentina. Lors de la saison 1992-93, Chiarugi (conjointement avec Giancarlo Antognoni) remplace Aldo Agroppi de la Fiorentina relégué en Serie B pour la première fois après 54 saisons consécutives dans l'élite.
En février 2001, après le renvoi de Fatih Terim, Chiarugi reprend la tête de l'équipe en intérim pour un seul match, une défaite 2-1 contre Bari, avant l'arrivée de Roberto Mancini. Chiarugi est également l'entraîneur par intérim durant la dramatique saison du club en 2001-02 où le club retrouve une nouvelle fois la Série B, combiné à des problèmes financiers.
Le 14 novembre 2007, il est annoncé comme le nouvel entraîneur de l'équipe de Serie C2 du Poggibonsi. Il est limogé en septembre 2008 en raison de mauvais résultats.